# Кікау
Кікау (Foulehaio procerior) — вид горобцеподібних птахів родини медолюбових (Meliphagidae). Ендемік Фіджі. Раніше вважався конспецифічним з полінезійським і фіджійським фулегайо.

## Поширення і екологія
Кікау мешкають на островах Віті-Леву, Овалау і Ясава. Вони живуть у вологих тропічних і мангрових лісах.